# Amaryllis / Belladonna
Amaryllis / Belladonna ist der Titel von zwei Jazzalben von Mary Halvorson, benannt nach der Belladonnalilie. Die 2021 entstandenen Aufnahmen erschienen am 13. Mai 2022 auf Nonesuch Records. Amaryllis ist eine kollektive Improvisation eines Sextetts über Halvorsons Stücke, während Belladonna eine für Gitarre und Streichquartett durchkomponierte Arbeit ist.

## Hintergrund
Mary Halvorsons Werke Amaryllis und Belladonna sind zwei Platten, die gleichzeitig veröffentlicht wurden und als „modulare und ineinandergreifendes“ Paar verstanden werden. Amaryllis ist eine Suite mit sechs Stücken, die von einem neu formierten Sextett aufgeführt wird, darunter Halvorson, Patricia Brennan (Vibraphon), Nick Dunston (Bass), Tomas Fujiwara (Schlagzeug), Jacob Garchik (Posaune) und Adam O’Farrill (Trompete). Das Mivos-Streichquartett tritt bei drei der Stücke hinzu, was es zum größten Ensemble macht, für das Halvorson bisher geschrieben hat. Die Suite zeigt Halvorsons viele musikalische Einflüsse aus Jazz, experimenteller, neuer Musik und darüber hinaus, heißt es in den Liner Notes.
Belladonna ist eine Sammlung von fünf Kompositionen, die Halvorson für Gitarre und Streichquartett (The Mivos Quartet) geschrieben hatte. Das Quartett besteht aus Olivia De Prato (Violine), Maya Bennardo (Violine), Victor Lowrie Tafoya (Viola) und Tyler J. Borden (Cello). Es ist das erste Mal, dass Halvorson Musik für ein Streichquartett schrieb. Dabei sind die Teile für das Mivos Quartett durchkomponiert und werden durch Halvorsons Gitarrenimprovisationen ergänzt.
„Ich begann mit 'Amaryllis' 2020, als die Welt sich entschleunigte und die meisten Aktivitäten ins Stocken gerieten. Alles, was ich hatte, war meine Gitarre, ein Stift, ein paar Seiten Papier und ein Computer. Die Freude über die Vorstellung, wie diese Musik letztlich klingen wird, hielt mich in dieser Zeit mental stabil und gab mir den Grund, weiterzumachen“, so sagte Mary Halvorson über die Entstehung der beiden Alben.

## Titelliste
- Mary Halvorson: Amaryllis & Belladonna (Nonesuch  075597910377)[3]

### Amaryllis
1. Night Shift
2. Anesthesia
3. Amaryllis
4. Side Effect
5. Hoodwink
6. 892 Teeth

### Belladonna
1. Nodding Yellow
2. Moonburn
3. Flying Song
4. Haunted Head
5. Belladonna

Die Kompositionen stammen von Mary Halvorson.

## Rezeption
Amaryllis und Belladonna seien unterschiedliche Statements. schrieb Andy Cush (Pitchfork Media); man könnte jedes Album einzeln hören, ohne das Gefühl zu haben, dass etwas fehlt. Aber sie sind am stärksten, wenn sie zusammengenommen werden, wie eine Landschaft und ihre Spiegelung in plätscherndem Wasser. Der klarste Moment der Synchronität zwischen den beiden kommt mit einem Bruch am Ende von jedem: Halvorson klickt auf das Distortion-Pedal und endet mit einem Solo, dessen Intensität alles bisher Dagewesene bei weitem übertrifft, und ebnet den Weg für das, was als Nächstes kommt.
Nach Ansicht des Autors ist Amaryllis der raue Höhepunkt von Halvorsons jüngsten Bandleader-Alben; die Gitarristin zeige sich als eine erfinderische und großzügige Arrangeurin, die Amaryllis so organisiert habe, dass es sich nie wie ein bloßes Vehikel für schillernde Soli anfühle, obwohl es viele davon gibt. Sie hat einen malerischen Zugang zur Klangfülle, abgestimmt auf alle satten Farben, die dem Ensemble zur Verfügung stehen. Viele der schönsten Momente des Albums kämen mit der dramatischen Addition oder Subtraktion einer bestimmten instrumentalen Schattierung, wie die Art und Weise, wie ihre Gitarre Garchiks Posaune in „Night Shift“ mit einem hauchdünnen Hall umhüllt und einen unheimlich sinnlichen Kontrapunkt zu seinen blechernen Deklamationen biete.
Bei Belladonna sei die Stütze der Bläser und der Rhythmusgruppe von Amaryllis entfernt. Manchmal würden sich die Gitarre und das Streichquartett wie ein einziger amorpher Organismus bewegen, losgelöst von einem bestimmten Puls. Bei anderen biete eine Stimme ein stetiges Ostinato als Basis, von der die anderen nach Belieben weggehen und zu der sie zurückkehren können. Melodische Linien driften in und aus Fokus und Zusammenhalt.  Diese Qualitäten seien alle auch auf Amaryllis vorhanden, wären aber hier noch ausgeprägter, da die spärlichere Instrumentierung es der Musik ermögliche, sich fast vollständig aufzulösen, bevor sie wieder zusammenkommt.

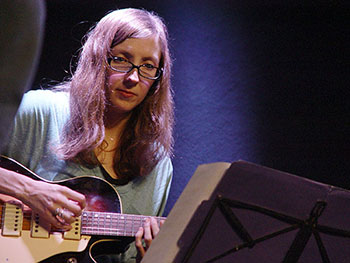
Mary Halvorson (2014)

Nate Chinen schrieb in Take Five/WBGO, Mary Halvorson, die unaufhaltsam erfinderische Gitarristin und Komponistin, habe in den letzten 15 Jahren alle möglichen Ensemble-Konfigurationen erkundet und an jeder Ecke neue Möglichkeiten gefunden. „Flying Song“ von Belladonna zeige die Sensibilität und Einsicht in ihrer Orchestrierung für das Mivos-Streichquartett. Die Komposition basiere auf einem einzigen Melodiesplitter, einem eckigen Motiv aus vier Noten. Aber während Halvorson Variationen über das Thema spinnt, könne man erleben, wie viel Klangfarbe und Textur die Gitarristin in der Umgebung eines Streichquartetts entwickle und wie ihre Gitarre das pulsierende Zentrum halte.
Ralf Dorschel stellte das Album beim NDR als „Jazz-Album der Woche“ vor: Er meinte (fälschlich), wie in Carl von Linnés Ordnung der Flora seien Amaryllis und Belladonna „eng verwandte, strahlende Schönheiten und für Gitarristin Mary Halvorson zwei Seiten der selben Arbeit“. Die Gitarristin habe sich in der Einsamkeit der eigenen vier Wände eine strenge Disziplin verordnet und setze zuvorderst auf die Kunst ihrer Arrangements und deren kreativen Umsetzung. Besonders die Jazz-Suite Amaryllis lasse vor allem ihre Mitstreiter hervortreten – alles Grenzgänger zwischen Jazz und freier Improvisationskunst, darunter der brillante Trompeter Adam O’Farrill und die Vibraphonistin Patricia Brennan sowie die Streicherinnen des Mivos Quartet.
John Fordham zeichnete das Album im Guardian mit der Höchstbewertung aus und schrieb, beide Sessions würden bestätigen, wie Jahre schroff lyrischer Solo- und Ensemble-Improvisation und eine schrullige subversive Zuneigung zur Mainstream-Musik (eine Vorliebe, die sie mit Anthony Braxton teile) nun eine Komponistin mit unberechenbarem, aber herzlich ausdrucksstarkem Charakter hervorgebracht haben. Während Amaryllis auf Avant-Funk, schnellen Walking-Bass-Jazz, jubelnde Blechbläser-Chorusse und langsam seufzendes Grübeln setze, sei Belladonna leiser, aber immer noch voller Kontraste. Dies seien neue Meilensteine in Halvorsons bereits unnachahmlicher Diskographie.